# Rycerze świętego Wita
Rycerze świętego Wita (tytuł oryginału: L'Ascension du Haut Mal) – francuska autobiograficzna seria komiksowa autorstwa Davida B. (Pierre'a-François Beaucharda), opublikowana w sześciu tomach w latach 1996–2003 przez wydawnictwo L'Association. Polskie tłumaczenie opublikowała Kultura Gniewu w 2012 w jednym zbiorczym tomie.

## Fabuła
Rycerze świętego Wita to historia zmagania się rodziny autora z epilepsją, na którą w wieku siedmiu lat zapadł starszy brat autora, Jean-Christophe. Opowieść rozpoczyna się w latach 60. XX w., w czasie dzieciństwa obu chłopców i ich siostry Florence. Ataki epileptyczne Jean-Christophe'a zmuszają jego rodziców do szukania pomocy u lekarzy i różnego rodzaju uzdrowicieli. Choroba jednak nie ustępuje. Jean-Christophe stopniowo traci kontrolę nad swoim zachowaniem i życiem, a Pierre-François ucieka w świat rysunków, których celowo prymitywna forma ma wpływ na styl całego komiksu. Kolejne tomy serii pokazują na przestrzeni 40 lat przemiany w rodzinnych relacjach Beauchardów, na które wpływ miała epilepsja Jean-Christophe'a.
Francuski tytuł serii, L'Ascension du Haut Mal, oznacza dosłownie "wznoszenie się/wspinanie się wysokiego zła". "Wysokie zło" to w języku francuskim archaiczne określenie epilepsji. Wznoszenie się lub wspinanie może natomiast odwoływać się do powtarzającej się w komiksie metaforycznej ilustracji, pokazującej rodzinę autora wspinającą się po stromym zboczu w nieznane. Polski tytuł z racji trudności w oddaniu znaczenia oryginalnej nazwy komiksu odnosi się z kolei do św. Wita, jednego z patronów epileptyków, oraz do rycerzy, którymi określić można głównych bohaterów opowieści, jak i wojowników pojawiających się w scenach bitewnych, tworzonych przez małego Pierre'a-François.

## Tomy
| Tom | Tytuł i rok wydania polskiego | Tytuł i rok wydania oryginalnego |
| --- | ----------------------------- | -------------------------------- |
| 1   | Rycerze świętego Wita (2012)  | L'Ascension du Haut Mal 1 (1996) |
| 2   | Rycerze świętego Wita (2012)  | L'Ascension du Haut Mal 2 (1997) |
| 3   | Rycerze świętego Wita (2012)  | L'Ascension du Haut Mal 3 (1998) |
| 4   | Rycerze świętego Wita (2012)  | L'Ascension du Haut Mal 4 (1999) |
| 5   | Rycerze świętego Wita (2012)  | L'Ascension du Haut Mal 5 (2000) |
| 6   | Rycerze świętego Wita (2012)  | L'Ascension du Haut Mal 6 (2003) |

## Odbiór
Rycerze świętego Wita traktowani są dziś jako klasyczny przykład komiksu autobiograficznego. Został on bardzo dobrze przyjęty przez krytykę, czego dowodem są nagrody i wyróżnienia: za najlepszy scenariusz za czwarty tom serii na Międzynarodowym Festiwalu Komiksu w Angoulême w 2000, Ignatz Award w 2005 dla najlepszego twórcy czy ósme miejsce na liście najważniejszych komiksów według francuskiego czasopisma "Lire" w 2012.